# Al-Ram
Al-Ram, ou Al-Ramm, El-Ram, Er-Ram, A-Ram, en arabe : الرّاما, est une ville du gouvernorat de Jérusalem en Palestine. Elle est située au nord-est de Jérusalem, juste à l'extérieur de la frontière municipale. La ville fait partie de la zone urbaine construite de Jérusalem. Elle est entourée par la barrière de séparation israélienne,.
La zone industrielle d'Atarot (en) et Beit Hanina se trouvent à l'ouest, tandis que Neve Yaakov est situé au sud.
Selon le recensement du bureau central palestinien des statistiques, la localité compte une population de 15 814 habitants en 2017. Le chef du conseil de la localité d'Al-Ram estime que 58 000 personnes y vivent, dont plus de la moitié possèdent une carte d'identité israélienne.